# Уравнение Кельвина
Уравнение Кельвина, также известное как уравнение капиллярной конденсации Томсона — уравнение в термодинамике, характеризующее изменение давления p насыщенного пара жидкости или растворимости c твёрдых тел. Выведено Уильямом Томсоном, лордом Кельвином, в 1871 году, но в современном виде было представлено только в 1885 году Германом фон Гельмгольцем.

## Формула

В двухфазной системе из пара и жидкости в термодинамически равновесном состоянии давление пара над искривлённой границей раздела пар/жидкость выше, чем у плоской границы раздела. Искривление поверхности раздела вызвано капиллярными силами от погружённой в жидкость несмачиваемой трубки.

Уравнение Кельвина исходит из условия равенства химических потенциалов в смежных фазах, находящихся в состоянии термодинамического равновесия. В 1871 году лорд Кельвин вывел следующую формулу зависимости давления насыщенного пара (или растворимости твёрдых тел) от кривизны поверхности раздела двух сосуществующих фаз:
{\displaystyle p(r_{1},r_{2})=P-{\frac {\gamma \,\rho \,_{\rm {vapor}}}{(\rho \,_{\rm {liquid}}-\rho \,_{\rm {vapor}})}}\left({\frac {1}{r_{1}}}+{\frac {1}{r_{2}}}\right),}
где {\displaystyle p(r)} — давление пара при кривизне поверхности радиуса {\displaystyle r};
{\displaystyle P} — давление пара над плоской поверхностью ({\displaystyle r=\infty }) = {\displaystyle p_{eq}};
{\displaystyle \gamma } — поверхностное натяжение;
{\displaystyle \rho \,_{\rm {vapor}}} — плотность пара;
{\displaystyle \rho \,_{\rm {liquid}}} — плотность жидкости;
{\displaystyle r_{1},/} {\displaystyle r_{2}} — радиусы кривизны в главном сечении неровной поверхности.
Данная форма уравнения Кельвина была представлена только в 1885 году Германом фон Гельмгольцем, преобразовавшим уравнение Кельвина в новую форму на базе уравнения Оствальда — Фройндлиха. Оно имеет вид:
{\displaystyle {p \over p_{0}}={c \over c_{0}}=\exp {2\sigma \nu  \over rRT},}
где {\displaystyle r} — радиус средней кривизны поверхности раздела фаз (для шарообразных частиц равен их радиусу по абсолютной величине);
{\displaystyle \sigma } — межфазное поверхностное натяжение;
{\displaystyle \nu } — молярный объём жидкости или твёрдого тела с давлением пара {\displaystyle p} или растворимостью {\displaystyle c};
{\displaystyle R} — универсальная газовая постоянная.

## Изменение давления
Изменение давления пара жидкости или растворимости твёрдых тел вызывается искривлением поверхности раздела смежных фаз (поверхности соприкосновения твердого тела с жидкостью или жидкости с паром). К примеру, над сферическими каплями жидкости давление насыщенного пара {\displaystyle p} выше, чем его же давление {\displaystyle p_{0}} над плоской поверхностью при той же температуре {\displaystyle T.} Отсюда растворимость {\displaystyle c} твёрдого вещества с выпуклой поверхностью выше, чем растворимость {\displaystyle c_{0}} с плоской поверхностью. Изменение давления в уравнении Кельвина применимо также к изменениям в уравнении давления Лапласа.
Понижение или повышение давление пара и растворимости зависит от знака кривизны поверхности рассматриваемого вещества в уравнении Кельвина — выпуклой при {\displaystyle r>0} (повышение), вогнутой при {\displaystyle r<0} (понижение). При этом давление пара в пузырьке или над поверхностью вогнутого мениска в капилляре будет пониженным. Поскольку значения {\displaystyle p} и {\displaystyle c} различны для частиц разных размеров или для участков поверхностей с впадинами и выступами, уравнение определяет направление переноса вещества (от больших значений {\displaystyle p} и {\displaystyle c} к меньшим) в процессе перехода системы к состоянию термодинамического равновесия. Отсюда крупные капли или частицы растут за счёт испарения или растворения более мелких, неровные сглаживаются за счёт растворения выступов или заполнения впадин. Отличия давления и растворимости заметны только при достаточно малой величине {\displaystyle r.}

## Применение формулы
Формула применяется для характеристики состояния малых объектов — частиц коллоидных систем, зародышей новой фазы, дисперсных и пористых систем — а также при изучении капиллярных явлений и исследовании роста кристаллов.
При этом малые капли или кристаллики неустойчивы по сравнению с более крупными: имеет место перенос перенос вещества от мелких капель и кристаллов к более крупным (изотермическая перегонка). Также имеет место задержка в образовании устойчивых зародышей новой фазы из метастабильного состояния, а также кристалликов из переохлаждённого расплава при его отвердевании. Зародыши данного размера не возникают, пока не будет достигнуто пересыщение, определяемое уравнением.

### На русском
- Кельвина уравнение / Чураев Н. В. // Большая советская энциклопедия : [в 30 т.] / гл. ред.  А. М. Прохоров. — 3-е изд. — М. : Советская энциклопедия, 1969—1978.
- Кельвина уравнение : [арх. 15 июня 2022] / Чураев Н. А. // Большая российская энциклопедия : [в 35 т.] / гл. ред. Ю. С. Осипов. — М. : Большая российская энциклопедия, 2004—2017.

### На английском
- Sir William Thomson (1871) "On the equilibrium of vapour at a curved surface of liquid", Philosophical Magazine, series 4, 42 (282): 448–452.
- W. J. Moore, Physical Chemistry, 4th ed., Prentice Hall, Englewood Cliffs, N. J., (1962) p. 734–736.
- S. J. Gregg and K. S. W. Sing, Adsorption, Surface Area and Porosity, 2nd edition, Academic Press, New York, (1982) p. 121.
- Arthur W. Adamson and Alice P. Gast, Physical Chemistry of Surfaces, 6th edition, Wiley-Blackwell (1997) p. 54.
- Butt, Hans-Jürgen, Karlheinz Graf, and Michael Kappl. "The Kelvin Equation". Physics and Chemistry of Interfaces. Weinheim: Wiley-VCH, 2006. 16–19. Print.
- Anton A. Valeev,"Simple Kelvin Equation Applicable in the Critical Point Vicinity",European Journal of Natural History, (2014), Issue 5, p. 13-14.